# Don't Sleep in the Subway
Singles de Petula Clark
This Is My Song
(1967) The Cat in the Window (The Bird in the Sky)
(1967)
Pistes de These Are My Songs
Resist
(6) Imagine
(8)
Don't Sleep in the Subway est le second single issu de l'album These Are My Songs de la chanteuse britannique Petula Clark. Écrite et composée par Tony Hatch et Jackie Trent, la chanson est nommée au Grammy Awards dans la catégorie best contemporary song en 1968.

## Genèse et composition
Don't Sleep in the Subway est en réalité la combinaison de trois différentes chansons écrites par Tony Hatch mais incomplètes. L'une de ces trois chansons se rapproche du style de Burt Bacharach et une autre de celui des Beach Boys.
Les paroles racontent l'histoire d'un couple qui, comme beaucoup d'autres, a beaucoup de désaccords. L'homme tente de se retirer dans son propre petit monde au lieu d’affronter ses problèmes. Lorsqu'il menace de partir, sa compagne lui dit qu'il vaut mieux essayer de se rattraper. Lorsqu'elle chante « Don't sleep in the subway », elle lui demande de passer la nuit avec elle plutôt que de partir.

## Classements hebdomadaires
| Classement (1967)               | Meilleure position |
| ------------------------------- | ------------------ |
| États-Unis (Hot 100)            | 5                  |
| États-Unis (Adult Contemporary) | 1                  |
| Royaume-Uni (UK Singles Chart)  | 12                 |